# Ulica Garncarska w Kole
Ulica Garncarska w Kole – jedna z ulic miasta. W całości wytyczona i zbudowana w okresie okupacji niemieckiej. Położona na terenie osiedla Przedmieście Warszawskie.

## Rys historyczny
Od XV wieku na terenie obecnej ulicy Garncarskiej znajdowało się miasteczko o nazwie Zduny. Jego mieszkańcy trudnili się drobnym rzemiosłem oraz handlem. 17 sierpnia 1655 r. wojska szwedzkie zniszczyły niemal całkowicie Przedmieście. Do XX wieku ulicę pokrywały nadwarciańskie łąki.
Po zajęciu Koła przez Niemców w 1939 r. władze przystąpiły do budowy osiedla. Miała w nim zamieszkać część niemieckich oficerów i urzędników. Rękami Polaków i Żydów z kolskiego getta wybudowano kilkadziesiąt niemal identycznych murowanych bloków. Każdy z nich posiada schron przeciwlotniczy. Ulica układa się w kształt litery „S”. Do wyzwolenia w 1945 r. nosiła nazwę Sonneengartenstraβe (w wolnym tłumaczeniu ulica Słoneczne Ogrody). 
Po zakończeniu II wojny światowej ulicę zamieszkali wysiedleni z Koła Polacy. W 1962 r. w jej sąsiedztwie wytyczono i zorganizowano Park 600-lecia. Wszystkie budynki są objęte opieką konserwatora zabytków.

## Ulica dziś
Ulica Garncarska w granicach administracyjnych miasta Koła ma długość około 600 metrów.
Rozpoczyna się od skrzyżowania z ulicą Zieloną. 400 metrów dalej krzyżuje się z niewielką ul. Zduny. Na 600 metrze kończy się skrzyżowaniem z ulicami Sportowa i Zawadzkiego. Na całej długości biegnie równolegle do sąsiedniej ulicy Toruńskiej.
Administracyjnie mieszkańcy ulicy Garncarskiej przynależą do kolskiej rzymskokatolickiej parafii Podwyższenia Krzyża Świętego.
Duża część poniemieckiej zabudowy ulicy wpisana została do gminnej ewidencji zabytków.